# ひとつ利口になりました!
『ひとつ利口になりました!』（ひとつりこうになりました）とは、TBS系列で放送されていた特別番組（バラエティ番組）である。

## 概要
まだ世間には知られていない「利口」になれる話や知識を求めて、さまざまな業界を調査するアカデミックバラエティをメインテーマに話題のスポットや業界を深掘りし、見るだけで利口になれる情報を紹介するバラエティー番組。

## 放送リスト
| 回 | 放送日        | 放送時間（JST）   | 備考                            |
| -- | ------------- | ----------------- | ------------------------------- |
| 1  | 2020年3月28日 | 土曜14:00 - 14:54 | 『土曜☆ブレイク』枠             |
| 2  | 2020年8月25日 | 火曜19:00 - 20:57 | 『JNNフラッシュニュース』は内包 |

## 出演者
(この節の出典)

### MC
- 風間俊介

### ナレーター
- 津田健次郎

### 進行
- 田村真子

### 利口評価員
- 上白石萌歌
- トラウデン直美
- 奈緒
- 濱家隆一
- 眞鍋かをり

### 利口調査員
- 猪狩蒼弥
- 金原早苗
- 中田あすみ
- 菊田竜大
- 秋山寛貴
- 岡部大
- シュウペイ
- 松陰寺太勇
- 草薙航基
- 宮下兼史鷹

## スタッフ
第2回（2020年8月25日放送分）
- 企画・構成：石塚祐介
- 構成：大谷裕一、高橋秀一
- TM：鈴木博之（TBS）
- TD：山根卓也（TBS）
- VE：愛川颯丈
- カメラ：宮下政人
- 音声：相馬敦
- 照明：荻原小桃
- 編集：佐々木智司
- MA：中川弘徳
- 音効：岡田淳一
- 美術プロデューサー：岡嶋正浩
- デザイナー：寒友哉
- 美術制作：齋藤幸雄
- 装置：正代俊明
- 電飾：渡辺竜明
- メカシステム：安倍和也
- アクリル装飾：古川明音
- 特殊装置：勝大輔
- CG：森三平
- 協力：信長の野望大志、PIXTA
- TK：飛田亜也
- 技術協力：BeZERO、ターザン、J-crew（ターザン・J-crew→第2回）
- 撮影協力：LOGOS、montbell、
- 編成：渡瀬暁彦（TBS）
- 宣伝：落合真美・牧野洋平（TBS、牧野→第2回）
- MP：篠塚純（TBS）
- デスク：大澤真子
- AP：友枝あす香
- AD：江崎恵玲奈、石田護、加来将太、安藤大起、緑川力輝
- ディレクター：渡辺将太・財津猛（アンメック）、成田真司（つくりて）
- 演出：高橋左和巳（アンメック）
- プロデューサー：加藤丈博（TBS、第1回は編成、第2回はプロデューサー）、佐藤俊一・高橋葉子（アンメック）
- 制作協力：アンメック[7][8]
- 制作：TBSテレビコンテンツ制作局制作1部
- 製作著作：TBS[9]

### 過去のスタッフ
- TD：栄倉正美（第1回）
- CAM：吉田和雄（第1回）
- VE：佐久間元貴（第1回）
- MIX：松本直人（第1回）
- LD：土谷彩加（第1回）
- 電飾：阿部達矢（第1回）
- メイク：田中智子（第1回）
- 海外コーディネーター：ras、GRECO
- 撮影協力：チェリーズマート
- ロケ技術：池田屋（第1回）
- 技術協力：テクノマックス（第1回）
- 美術協力：アックス（第1回）
- MA：田倉学（第1回）
- 宣伝：新川康朗（TBS、第1回）
- デスク：梅津奈々穂（第1回）
- AP：湯田遙海（第1回）
- AD：砂川隼樹、石井比奈子（共に第1回）